# Síntesis de Wenker
La síntesis de Wenker es una reacción orgánica que consiste en convertir un β-amino alcohol en una aziridina con presencia de ácido sulfúrico.
La síntesis de Wenker original se lleva a cabo en dos etapas:
- En el primer paso, la etanolamina se hace reaccionar con ácido sulfúrico a altas temperaturas (250 °C)  para producir el sulfonato
- El sulfonato se hace reaccionar con hidróxido de sodio para que se lleve a cabo la sustitución nucleófila intramolecular. La base abstrae  los protones de la amina

Una modificación de esta reacción implica temperaturas de reacción entre 140 y 180 °C. Por lo tanto la carbonización disminuye y el rendimiento se incrementa.
A partir del óxido de cicloocteno, el trans-2-Aminociclooctanol da una mezcla de Cyclooctenimina y ciclooctanone como resultado a la competencia con la eliminación de Hofmann.